# Machur
Machur nebo Muchuri (abchazsky Махәыр, gruzínsky a megrelsky მუხური – Muchuri) je vesnice v Abcházii v okrese Tkvarčeli. Leží přibližně 30 km jižně od okresního města Tkvarčeli. Obec sousedí na západě s Ačgvarou v okrese Očamčyra, na severu s Carčou, které od sebe dělí řeka Okum, na východě a na jihu s Galchučem a na jihozápadě s Šašalatem v okrese Očamčyra.
Oficiálním názvem obce je Vesnický okrsek Machur (rusky Махурская сельская администрация, abchazsky Махәыр ақыҭа ахадара). Za časů Sovětského svazu se okrsek jmenoval Muchurský selsovět (Мухурский сельсовет).

## Části obce
Součástí Machuru jsou následující části:
- Machur (Махәыр)
- Abaagydy (Абаагыды)
- Aradu (Араду)
- Ačačara (Аҷаҷара)
- Avichkaara / Jochkaara (Аҩхкаара / Иохкаара)
- Bašyš Jagura (Башьышь иаӷәра)
- Bydžgvaš Dicha (Быџьгәашь Диха)
- Gumar Akyta / Gumara Pita (Гәымар акыҭа / Гәмара Пита)
- Eceri (Еҵери)
- Kac Inchara / Kaciš Nachora (Кац инхара / Кацишь нахора)
- Kvataš Inchara / Kvatašiš Nachori (Кәаташь инхара / Кәаташьишь нахори)
- Obombakje (Обомбаҟье)
- Sabuliskerio / Ablaskyr (Сабулискерио / Абласкьыр)
- Tatušiš Suki (Татушьишь суки)
- Čančor Inchara / Čončoriš Nachori (Чанчор инхара / Чончоришь нахори)
- Taoziš Dicha (Ҭаозишь диха)

## Historie
Na počátku 20. století se část obyvatel Muchuru považovala za Abchazy, ačkoliv se v obci již dávno mluvilo pouze megrelsky. Po vzniku Sovětského svazu byl Muchuri začleněn do okresu Gali a byla zde postavena gruzínská základní a střední škola. Do poloviny 20. století bylo zdejší obyvatelstvo již úplně gruzifikované. Vznikl zde Muchurský selsovět, pod nějž spadala i část sousední obce Šašalat.
Během války v Abcházii v letech 1992–1993 byla obec ovládána gruzínskými vládními jednotkami. Na konci této války naprostá většina obyvatel Muchuru uprchla z Abcházie, ale menší část uprchlíků se v roce 1994 vrátila domů. V porovnání se stavem před válkou počet obyvatel poklesl o dvě třetiny.
V roce 1994 bylo Muchuri přejmenováno na současný název Machur a převedeno po správní reformě do nově vzniklého okresu Tkvarčeli.

## Obyvatelstvo
Dle nejnovějšího sčítání lidu z roku 2011 je počet obyvatel této obce 522 a jejich složení následovné:
- 508 Gruzínů (97,3 %)
- 13 Abchazů (2,5 %)
- 1 Megrelec (0,2 %)

Před válkou v Abcházii žilo v obci 926 obyvatel a v celém Muchurském selsovětu 1540 obyvatel.